# Vrt zemeljskih naslad
Vrt zemeljskih naslad je sodoben naslov triptiha z oljno sliko na hrastovi tabli, ki ga je naslikal staronizozemski mojster Hieronymus Bosch med letoma 1490 in 1510, ko je bil star med 40 in 60 let. Od leta 1939 je v muzeju Prado v Madridu.
Ker je tako malo znanega o Boschevem življenju ali njegovih namerah, so interpretacije njegovega namena segale od tega da je svaril pred posvetno predajo mesenosti, do grozečega svarila pred nevarnostmi življenjskih skušnjav, do tega da spominja na ultimativno seksualno radost. Zapletenost njegove simbolike, zlasti osrednje table, je skozi stoletja privedla do številnih znanstvenih interpretacij. Umetnostni zgodovinarji 20. stoletja si delijo mnenje, ali je osrednja tabla triptiha moralno opozorilo ali panorama izgubljenega raja.
Bosch je naslikal tri velike triptihe (druga dva sta Poslednja sodba iz leta 1482 in Triptih Seneni voz iz leta 1516), ki jih je mogoče brati od leve proti desni in v katerih je bila vsaka tabla bistvena za pomen celote. Vsako od teh treh del predstavlja ločene, a povezane teme, ki obravnavajo zgodovino in vero. Triptihi iz tega obdobja so bili na splošno namenjeni branju zaporedno, leva in desna plošča sta pogosto upodabljala Eden oziroma Poslednjo sodbo, medtem ko je bila glavna tema v osrednjem delu. Ni znano, ali je bil Vrt namenjen oltarnemu nastavku, vendar je splošno mnenje, da skrajna vsebina tabel ni bila namenjena prikazovanju v cerkvi ali samostanu, ampak ga je naročil laični pokrovitelj.

## Opis

### Zunanjost
Ko se triptihova krila zaprejo, postane zaslon zunanjih tabel viden. V zeleno-sivi grizaj tehniki slika verjetno prikazuje čas pred nastankom sonca in lune, ki sta bila oblikovana, kot pravi krščanska teologija, da osvetlita zemljo. Tipična grizajska nežnost nizozemskih oltarjev poudarja čudovito barvo v notranjosti.
Na splošno velja, da zunanje table prikazujejo Stvarjenje sveta, na katerem je zelenje začelo prekrivati še vedno neokrnjeno Zemljo. Bog, ki nosi krono, podobno papeški tiari (običajna konvencija v nizozemskem slikarstvu), je vidna kot drobna figura zgoraj levo. Bosch prikazuje Boga kot očeta, ki sedi s Svetim pismom v naročju in pasivno ustvarja Zemljo z božjim fiat lux (naj bo svetloba (1 Mz 1,3). Nad njim je napisan citat iz 33. psalma z naslovom Ipse dixit, et facta sunt: ipse mandāvit, et creāta sunt (»Zakaj dejal je in je nastalo, ukazal je in je stalo«. Ps 33,9) Zemlja je zaprta v prozorno kroglo, ki spominja na tradicionalni prikaz stvarjenega sveta kot kristalne krogle, ki jo ima Bog ali Kristus. Visi v kozmosu, ki je prikazan kot neprepustna tema, katere edini prebivalec je sam Bog.
Kljub prisotnosti vegetacije zemlja še ne vsebuje človeškega ali živalskega življenja, kar kaže na to, da prizorišče predstavlja dogodke biblijskega tretjega dne. Bosch rastlinsko življenje upodablja na nenavaden način z uporabo enakomerno sivih odtenkov, zaradi katerih je težko ugotoviti ali so motivi izključno rastlinski ali morda vsebujejo nekatere mineralne tvorbe. Notranjost sveta obdaja morje, delno osvetljeno s svetlobnimi žarki, ki sijejo skozi oblake. Zunanja krila imajo jasen položaj znotraj zaporedne pripovedi o delu kot celoti. Prikazujejo nenaseljeno zemljo, sestavljeno izključno iz kamnin in rastlin, ki je močno v nasprotju z notranjo osrednjo tablo, ki vsebuje raj, poln človeške pohote.

### Notranjost
Znanstveniki predlagajo, da je Bosch z zunanjimi tablami vzpostavil svetopisemsko postavitev notranjih elementov dela, zunanja podoba pa se na splošno razlaga kot postavljena prej kot  notranja. Tako kot pri Boschevem triptihu Seneni voz, je tudi tu notranje središča obdajata nebeška in peklenska podoba. Prizori, prikazani v triptihu, naj bi sledili kronološkemu vrstnemu redu: od leve proti desni predstavljajo Eden, vrt zemeljskih naslad in Pekel. Bog se kaže kot stvarnik človeštva v levem krilu, medtem ko so posledice, če človeštvo ne sledi njegovi volji, prikazane v desnem.
V nasprotju z Boschevima dvema popolnima triptihoma, Poslednja sodba (okoli leta 1482) in Seneni voz (po letu 1510), Boga ni na osrednji tabli. Ta prikazuje človeštvo, ki deluje navidezno svobodno, ko se goli moški in ženske ukvarjajo z različnimi dejavnostmi, ki iščejo užitek. Po nekaterih interpretacijah naj bi desna tabla prikazovala božje kazni v peklu.
Umetnostni zgodovinar Charles de Tolnay je menil, da skozi zapeljiv Adamov pogled leva tabla že kaže upadajoči Božji vpliv na novonastalo zemljo. Ta pogled je podkrepljen z upodabljanjem Boga na zunanjih tablah kot majhne figure v primerjavi z neizmerno zemljo. Po Hansu Beltingu skušajo tri notranje table na splošno predstaviti starozavezno predstavo, da pred padcem ni bilo nobene definirane meje med dobrim in zlim; človeštvo se v svoji nedolžnosti ni zavedalo posledic.

#### Leva tabla
Na levi tabli (včasih znani tudi kot Združevanje Adama in Eve) je upodobljen prizor iz raja rajskega vrta, ki se običajno razlaga kot trenutek, ko Bog Adamu predstavi Evo. Slika prikazuje Adama, ki se prebudi iz globokega spanca in ugotovi, kako Bog drži Evo za zapestje in daje znak svojega blagoslova njuni združitvi. Bog je mlajšega videza kot na zunanjih tablah, modrook in z zlatimi kodri. Njegov mladostni videz je morda umetnikov pripomoček za ponazoritev koncepta Kristusa kot utelešenja Božje besede. [18] Božja desnica je dvignjena v blagoslov, medtem ko Evino zapestje drži z levo. Po mnenju najbolj kontroverznega tolmača dela, folklorista in umetnostnega zgodovinarja 20. stoletja Wilhelma Fraengerja:
Kot da bi užival v utripanju žive krvi in kot da bi tudi on postavljal pečat na večno in nespremenljivo občestvo te človeške krvi s svojo. Ta fizični stik med Stvarnikom in Evo se še bolj opazno ponovi, ko se Adamovi prsti dotaknejo Gospodove noge. Tu je poudarjeno razmerje: zdi se, da se Adam resnično steguje, da vzpostavi stik s Stvarnikom. In zdi se, da plahutanje plašča okoli Stvarnikovega srca, od koder oblačilo pada v izrazite gube in obrise do Adamovih nog, kaže tudi na to, da tu teče tok božanske moči, tako da ta skupina treh dejansko tvori zaprto vezje, kompleks čarobne energije ... 
Eva se izogiba Adamovemu pogledu, čeprav je po Walterju S. Gibsonu prikazana, da »zapeljivo predstavlja svoje telo Adamu«. Adamov izraz je začuden in Fraenger je na njegovo navidezno presenečenje opredelil tri elemente. Prvič, presenečenje je prisotnost Boga. Drugič, reagira na zavedanje, da je Eva iste narave kot on sam in je bila ustvarjena iz njegovega telesa. Na koncu iz intenzivnosti Adamovega pogleda lahko sklepamo, da prvič doživlja spolno vzburjenje in prvotno željo po razmnoževanju.
Okoliško pokrajino naseljujejo kočaste oblike, nekatere so narejene iz kamna, druge pa so vsaj delno organske. Za Evo se zajci, ki simbolizirajo plodnost, igrajo v travi, nasproti pa zmajevo drevo predstavlja večno življenje. Ozadje razkriva več živali, ki bi bile za sodobne Evropejce eksotične, vključno z žirafo, slonom in levom, ki je ubil in bo kmalu požrl svoj plen. V ospredju se iz velike luknje v tleh pojavijo ptice in krilate živali, od katerih so nekatere realistične, druge pa fantastične. Za ribo oseba, oblečena v jakno s kratkimi rokavi s kapuco in z račjim kljunom, drži odprto knjigo, kot da bere. Levo od območja ima mačka v čeljusti majhno kuščarju podobno bitje. Belting opaža, da so kljub temu, da so bitja v ospredju domišljijska, številne živali v sredini in ozadju črpajo iz sodobne potopisne literature, in tu Bosch apelira na »znanje humanističnega in aristokratskega bralstva«. Slike Erharda Reuwicha za Bernharda von Breydenbachovo Romanje v Sveto deželo iz leta 1486, so dolgo veljale za vir slona in žirafe, čeprav novejše raziskave kažejo, da je humanistični učenjak Cyriac iz Ancone iz sredine 15. stoletja služil kot Boscheva izpostavljenost te eksotične živali.
Po besedah umetnostne zgodovinarke Virginije Tuttle je prizor »zelo nekonvencionalen [in] ga ni mogoče prepoznati kot nobenega dogodka iz Knjige Geneze, ki je tradicionalno upodobljen v zahodni umetnosti«. Nekatere slike nasprotujejo nedolžnosti, pričakovani v rajskem vrtu. Tuttle in drugi kritiki so Adamov pogled na svojo ženo razlagali kot poželjiv in kaže na krščansko prepričanje, da je človeštvo že od začetka obsojeno. Gibson verjame, da Adamov izraz obraza ne daje samo presenečenje, temveč tudi pričakovanje. Po prepričanju, ki je bilo običajno v srednjem veku, bi se Adam in Eva pred padcem združila brez poželenja, samo da bi se razmnoževala. Mnogi so verjeli, da je bil prvi greh, storjen po tem, ko je Eva poskusila prepovedan sadež, telesno poželenje. Na drevesu na desni se kača zvije okoli drevesnega debla, na desni pa se plazi miška; po Fraengerju sta obe živali univerzalna falična simbola.

#### Srednja tabla
Linija osrednje table (220 × 195 cm) se natančno ujema z levim krilom, medtem ko položaj njenega osrednjega bazena in jezera za njim odseva jezero v prejšnji sceni. Osrednja slika prikazuje prostrano pokrajino 'vrta', ki daje triptihu ime. Tabla ima skupno obzorje z levim krilom, kar kaže na prostorsko povezavo med obema prizoroma. Vrt je poln moških in ženskih aktov, skupaj z različnimi živalmi, rastlinami in sadjem. Prizorišče ni raj, prikazan na levi tabli, pa tudi ne temelji na zemeljskem kraljestvu. Fantastična bitja se družijo z resničnimi; v nasprotnem primeru se zdi, da so navadni sadeži velikanski. Figure se ukvarjajo z različnimi ljubezenskimi športi in aktivnostmi, tako v parih kot v skupinah. Gibson jih opisuje, da se obnašajo »odkrito in brez sramu«, medtem ko umetnostna zgodovinarka Laurinda Dixon piše, da človeške figure kažejo »določeno mladostniško spolno radovednost«.
Številne človeške figure uživajo v nedolžnem, samozadostnem veselju, ko se ukvarjajo s številnimi dejavnostmi; zdi se, da nekateri uživajo v čutnih užitkih, drugi se nezavedno igrajo v vodi, spet tretji pasejo na travnikih različne živali, na videz eno z naravo. Sredi ozadja se sredi jezera dviga velik modri globus, podoben sadnemu stroku. Skozi okroglo okno je viden moški, ki drži desnico blizu genitalij partnerja, v bližini pa lebdi zadnjica druge figure. Po Fraengerju bi lahko erotičnost osrednjega okvira obravnavali bodisi kot alegorijo duhovnega prehoda bodisi kot igrišče korupcije.
Na desni strani v ospredju stoji skupina štirih likov, treh svetlo in enega črnopoltega. Svetle postave, dva moška in ena ženska, so od glave do stopal prekriti s svetlo rjavimi lasmi. Znanstveniki se na splošno strinjajo, da te lasate figure predstavljajo divje ali pračloveštvo, vendar se ne strinjajo glede simbolike njihove vključitve. Umetnostni zgodovinar Patrik Reuterswärd na primer trdi, da jih je mogoče obravnavati kot »plemenitega divjaka«, ki predstavlja »namišljeno alternativo našemu civiliziranemu življenju«, pri čemer je tabla zasidrana z »jasnejšo primitivistično noto«. Pisatelj Peter Glum nasprotno meni, da so figure neločljivo povezane s prešuštvom in poželenjem.
V jami spodaj desno moška figura kaže proti ležeči ženski, ki je prav tako prekrita z lasmi. Kazalec je edina oblečena figura na tabli in, kot ugotavlja Fraenger, »je z izrazito strogostjo oblečen vse do grla«. Poleg tega je ena redkih človeških figur s temnimi lasmi. Po Fraengerju:
 Način, kako rastejo temni lasje tega človeka, z ostrim potopom sredi njegovega visokega čela, kot da tam koncentrira vso energijo moškega M, naredi njegov obraz drugačen od vseh ostalih. Njegove črnooglene oči so togo usmerjene v pogled, ki izraža prepričljivo silo. Nos je nenavadno dolg in drzno ukrivljen. Usta so široka in čutna, toda ustnice so trdno zaprte v ravni črti, vogali so močno poudarjeni in zategnjeni v končne točke, kar krepi vtis - že oči nakazujejo - močne volje nadzora. Je izredno fascinanten obraz, ki nas spominja na obraze znanih mož, zlasti Machiavellijevih; in celoten vidik glave nakazuje nekaj sredozemskega, kot da bi si ta človek pridobil svoj odkrit, iskan, vrhunski zrak na italijanskih akademijah.
Omenjeni moški je bil različno opisan bodisi kot pokrovitelj dela (Fraenger leta 1947), kot zagovornik Adama, ki je obsodil Evo (Dirk Bax leta 1956), kot sv. Janez Krstnik v svoji kamelji koži (Isabel Mateo Goméz leta 1963)  ali kot avtoportret. Ženska pod njim leži v polcilindričnem prozornem ščitu, njena usta pa so zaprta, elementi, ki pomenijo, da ima skrivnost. Na njihovi levi moški, kronan z listjem, leži na vrhu dejanske, a velikanske jagode, pridružijo pa se mož in ženska, ki razmišljata o drugi enako veliki jagodi.
V ospredju ni perspektivnega reda; namesto tega obsega vrsto majhnih motivov, pri katerih sta razmerje in zemeljska logika opuščeni. Bosch gledalcu predstavi orjaške race, ki se pod okriljem prevelikega sadja igrajo z drobnimi človečki; ribe, ki hodijo po kopnem, medtem ko ptice prebivajo v vodi; strasten par, zaprt v mehurčku amnijske tekočine; in moški znotraj rdečega sadeža, ki strmi v miško v prozornem valju.
V bazenih spredaj in v ozadju so kopalci obeh spolov. V osrednjem krožnem bazenu so spoli večinoma ločeni, več žensk krasijo pavi in sadje. Štiri ženske nosijo češnjam podobne sadeže na glavah, ki so bili morda takrat simbol ponosa, kot je bilo razbrati iz sočasnega reka: »Ne jejte češenj z velikimi gospodi - koščice vam bodo vrgli v obraz«. Ženske obkroža parada golih moških, ki jahajo konje, osle, samoroge, kamele in druga eksotična ali fantastična bitja. Številni moški med vožnjo izvajajo akrobacije, ki očitno delujejo tako, da pritegnejo pozornost žensk, kar poudarja privlačnost obeh spolov kot skupin. Oba zunanja vodnjaka vsebujeta tudi moške in ženske, ki onegavijo s prekinitvijo. Okoli njih ptice preplavljajo vodo, medtem ko se krilate ribe plazijo po kopnem. Ljudje naseljujejo orjaške školjke. Vse so obkrožene s prevelikimi sadnimi stroki in lupino jajc, ljudje in živali pa se gostijo z jagodami in češnjami.
Vtis o življenju brez posledic ali o tem, kar umetnostni zgodovinar Hans Belting opisuje kot »neokrnjen in predmoralen obstoj«, poudarja odsotnost otrok in starcev. Glede na drugo in tretje poglavje Geneze sta se Adamova in Evina otroka rodila po izgonu iz Edna. To je nekatere komentatorje, zlasti Beltinga, pripeljalo do teorije, da tabla predstavlja svet, če ne bi bila pregnana »med trnje sveta«. Po Fraengerjevem mnenju prizor prikazuje »utopijo, vrt božanskega užitka pred padcem ali - ker Bosch ni mogel zanikati obstoja dogme o izvirnem grehu - tisočletno stanje, ki bi nastalo, če bi po prenehanju izvirnega greha človeštvu bilo dovoljeno, da se vrne v raj in v stanje mirne harmonije, ki zajema vse Stvarstvo«.
V visoki razdalji ozadja nad hibridnimi kamnitimi tvorbami med letom vidimo štiri skupine ljudi in bitij. Na neposredni levi se človeški moški vozi na htoničnem sončnem orlu-levu. Človek nosi trojno razvejano drevo življenja, na katerem sedi ptica; po Fraengerju »simbolna ptica smrti«. Fraenger meni, da naj bi moški predstavljal genija, »je simbol izumrtja dvojnosti spolov, ki se v etru razrešijo v prvotno stanje enotnosti«. Desno na krilati ribi pluje vitez z repom delfinov. Viteški rep se zvije nazaj, da se dotakne njegovega zadnjega dela glave, kar se nanaša na skupni simbol večnosti: kača, ki grize svoj rep. Na desni tabli se dvigne krilati mladenič, ki ima v rokah ribo in sokola na hrbtu. Po Beltingu v teh odlomkih Boscheva »domišljija zmaguje ... ambivalentnost [njegove] vizualne sintakse presega celo vsebinsko uganko in odpira novo dimenzijo svobode, s katero slikarstvo postane umetnost«. Fraenger je naslovil svoje poglavje na visokem ozadju Vzpon v nebesa in zapisal, da so bile figure v zraku verjetno namenjene povezavi med 'tistim zgoraj' in 'tistim spodaj', tako kot leva in desna tabla predstavljata 'kaj je bilo' in 'kaj bo'.

#### Desna tabla
Desna tabla (220 × 97,5 cm) prikazuje Pekel, postavitev številnih Boschevih slik. Bosch prikazuje svet, v katerem so ljudje podlegli skušnjavam, ki vodijo v zlo in žanjejo večno obsojanje. Ton te je močno v nasprotju s tistimi, ki so pred njo. Scena je postavljena ponoči, naravne lepote, ki so krasile prejšnje table, pa opazno ni. V primerjavi s toploto osrednje table ima desna hladilno lastnost - dobljeno s hladno barvo in zamrznjenimi vodnimi potmi - in predstavlja tablo, ki se je iz raja osrednje podobe spremenila v spektakel krutega mučenja in kazni. V enem, gosto podrobnem prizoru je gledalec priča mestom, ki gorijo v ozadju; vojna, mučilnice, peklenske krčme in demoni v sredini; in mutirane živali, ki se v ospredju hranijo s človeškim mesom. Golota človeških figur je izgubila vso svojo erotičnost in mnogi zdaj poskušajo svoje roke in dojke prekriti z rokami, sram jih je, da so goli.
Velike eksplozije v ozadju mečejo svetlobo skozi mestna vrata in se v sredini razlijejo v vodo; po besedah pisatelja Walterja S. Gibsona, »njihov ognjeni odsev pretvarja vodo spodaj v kri«. Svetloba osvetljuje cesto, napolnjeno z bežečimi figurami, medtem ko se horde mučiteljev pripravljajo na sežig sosednje vasi. Malo stran zajec nosi nataknjeno in krvaveče truplo, medtem ko skupino žrtev zgoraj vržejo v gorečo luč. V ospredju so raznolike stiske ali muke. Nekaterim kažejo bruhanje ali iztrebljanje, druge križajo na harfi in lutnji v alegoriji glasbe, s čimer se izostri kontrast med užitkom in mučenjem. Zbor poje iz partiture, napisane na zadnjici, del skupine, ki je bila opisana kot Pekel glasbenikov.
Osrednja točka prizora je Mož-drevo, katerega kavernozni trup je podprt s skritimi rokami ali gnitimi debli. Njegova glava podpira disk, naseljen z demoni in žrtvami, ki paradirajo okoli ogromnega nabora dud, ki se pogosto uporabljajo kot dvojni spolni simbol, ki spominja na moški modnik in penis. Trup drevesa je oblikovan iz zlomljene jajčne lupine, podporno deblo pa ima trnu podobne veje, ki prebadajo krhko telo. Siva figura v pokrovu s puščico, zataknjeno med zadnjico, se povzpne po lestvi v osrednjo votlino drevesa, kjer v gostilni sedijo goli moški. Drevesni človek gleda navzven onstran gledalca, v njegovem konspirativnem izrazu pa se skriva mešanica željnosti in rezignacije. Belting se je vprašal ali je obraz moža-drevesa avtoportret, pri čemer je navedel »izraz ironije in rahlo postrani pogled [ki bi] potem predstavljal podpis umetnika, ki je za svojo osebno domišljijo trdil bizaren slikovni svet«.
Številni elementi na tabli vključujejo prejšnje ikonografske konvencije, ki prikazujejo pekel. Bosch pa je inovativen v tem, da pekla ne opisuje kot fantastičen kraj, temveč kot realističen svet, ki vsebuje številne elemente iz vsakodnevnega človeškega življenja.
Prikazano je, da živali kaznujejo ljudi in jih izpostavljajo strašnim mukam, ki lahko simbolizirajo sedem smrtnih grehov in muke prilagodijo grehu. Osrednji del table, ki sedi na predmetu, ki je lahko stranišče ali prestol, je velikanska pošast s ptičjo glavo, ki se gosti s človeškimi trupli, ki jih izloča skozi votlino pod seboj v prosojni lonček, na katerem sedi. Pošast včasih imenujejo »princ pekla«, ime, ki izhaja iz kotla, ki ga nosi na glavi, morda predstavlja pokvarjeno krono. Ob njegovih nogah ima ženska obraz, ki odseva na zadnjici demona. Nadalje na levi strani, poleg zajčjega demona, skupina golih oseb okoli prevrnjene igralniške mize mori z meči in noži. Drugo brutalno nasilje prikazuje vitez, ki ga je strgal in požrl volk na desni strani moža-drevesa.
V srednjem veku so na spolnost in poželenje nekateri gledali kot na dokaz padca človeštva iz milosti. V očeh nekaterih gledalcev je ta greh prikazan na levi tabli skozi Adamov, domnevno pohoten pogled proti Evi, predlagano pa je bilo, da je bila osrednja tabla ustvarjena kot opozorilo gledalcu, naj se izogne grešnemu užitku v življenju. [48] Po tem pogledu je kazen za takšne grehe prikazana na desni tabli triptiha. V spodnjem desnem kotu se moškemu približa prašič v tančici redovnice. Prikazan je prašič, ki skuša moškega zapeljati, da bi podpisal pravne dokumente. Poželenje naj bi nadalje simbolizirali velikanski glasbeni instrumenti in zborovski pevci v levem ospredju table. Glasbeni instrumenti so pogosto nosili erotične konotacije v umetniških delih tega obdobja, v moralizirajočih virih pa je bilo poželenje označeno kot glasba mesa. Obstaja tudi stališče, da je Boscheva uporaba glasbe tukaj lahko graja proti potujočim ministrantom, ki jih pogosto štejejo za dobavitelje nesramnih pesmi in verzov.

## Datacija in poreklo
Datacija Vrta zemeljskih naslad je negotova. Ludwig von Baldass (1917) je menil, da je slika Boschevo zgodnje delo. De Tolnay (1937)  je med umetnostnimi zgodovinarji 20. stoletja s soglasjem postavil to delo v obdobje 1503–1504 ali celo kasneje. Tako zgodnje kot pozne datacije so temeljile na arhaični obravnavi prostora. Dendrokronologija datira hrastove plošče med leti 1460 in 1466 in zagotavlja najzgodnejši datum (terminus post quem) za delo  Les, ki se je v tem obdobju uporabljal za table, je bil običajno dolgo skladiščen, zato je pričakovati, da je starost hrasta nekaj let pred dejanskim datumom slike. Notranji dokazi, zlasti upodobitev ananasa (sadja Novega sveta), kažejo, da slika sama postavlja datum Kolumbovega potovanja v Ameriko med letoma 1492 in 1504.
Vrt je bil prvič dokumentiran leta 1517, eno leto po umetnikovi smrti, ko je Antonio de Beatis, kanonik iz italijanskega Molfetta, delo opisal kot del dekoracije v mestni palači grofov Nassauskih v Bruslju. Palača je bila odmevna lokacija, hiša, ki so jo pogosto obiskali voditelji držav in vodilni dvorjani. Pomembnost slike je nekatere pripeljala do zaključka, da je bilo delo naročeno, in ne »samo ... polet domišljije«. Opis triptiha iz leta 1605 ga je poimenoval »slika jagod«, ker so plodovi jagodnega drevesa (špansko madroño) vidni na srednji tabli. Zgodnji španski pisatelji so to delo označevali z imenom La Lujuria ('Poželenje').
Aristokracija Burgundske Nizozemske, na katero je vplivalo humanistično gibanje, je bila najverjetnejša zbiralka Boschevih slik, vendar je malo zapisov o lokaciji njegovih del v letih takoj po njegovi smrti. Verjetno je bil pokrovitelj dela Engelbrecht II. Nassauski, ki je umrl leta 1504 ali njegov naslednik Henrik III. Nassau-Breda, guverner nekaterih habsburških provinc v Nizozemskih deželah. De Beatis je v svojem potopisnem dnevniku zapisal, da »obstaja nekaj tabel, na katerih so naslikane bizarne stvari. Predstavljajo morja, nebo, gozd, travnike in številne druge stvari, na primer ljudi, ki se plazijo iz školjke, druge pa rodijo ptice, moški in ženske, belci in črnci, ki se ukvarjajo z najrazličnejšimi dejavnostmi in pozami«. Ker je bil triptih javno razstavljen v palači rodbine Nassau, je bil mnogim viden, Boschev ugled in slava pa sta se hitro razširila po Evropi. Priljubljenost dela lahko merimo po številnih ohranjenih kopijah - v olju, gravurah in tapiseriji -, ki so jih naročili bogati naročniki, pa tudi po številu ponaredkov v obtoku po njegovi smrti. Večina jih je samo osrednje table in ne odstopajo od izvirnika. Te kopije so bile običajno naslikane v veliko manjšem obsegu in se po kakovosti zelo razlikujejo. Mnoge so bile ustvarjene generacijo po Boschu, nekatere pa so imele obliko stenskih tapiserij.
Opis De Beatisa, ki ga je Steppe ponovno odkril šele v 1960-ih, je prinesel nov pogled na naročanje dela, ki je bilo prej mišljeno - ker nima osrednje verske podobe - kot netipična oltarna slika. Znanih je veliko nizozemskih diptihov, namenjenih zasebni rabi in celo nekaj triptihov, vendar so Boscheve table v primerjavi s temi nenavadno velike in ne vsebujejo portretov donatorjev. Mogoče so jih naročili za praznovanje poroke, kot so pogosto bile velike italijanske slike za zasebne hiše. [62] Kljub temu Vrt ne izključujejo cerkvenega naročila, da svari pred nemoralo. Leta 1566 je triptih služil kot model za tapiserijo, ki visi v samostanu El Escorial blizu Madrida.
Po smrti Henrika III. je slika prešla v roke njegovega nečaka Viljema Molčečega, ustanovitelja rodbine Orange-Nassau in vodjo nizozemskega upora proti Španiji. Leta 1568 pa je vojvoda Alba sliko zasegel in jo odnesel v Španijo, kjer je postala last Don Fernanda, vojvodovega nezakonskega sina in dediča ter španskega poveljnika na Nizozemskem. Filip II. Španski je sliko kupil na dražbi leta 1591; dve leti kasneje jo je predstavil v El Escorialu. V sočasnem opisu prenosa je zabeleženo darilo 8. julija 1593 »slike v olju z dvema kriloma, ki prikazuje raznolikost sveta, ponazorjenega z groteskami Hieronymusa Boscha, znanega kot Del Madroño«. Po neprekinjenih 342 letih v El Escorial se je delo leta 1939 preselilo v Muzej Prado, skupaj z drugimi Boschevimi deli. Triptih ni bil posebej dobro ohranjen; barva srednje table se je še posebej luščila okoli fug v lesu. Vendar pa so ga nedavna restavratorska dela uspela obnoviti in ohraniti v zelo dobrem stanju in ohranjenosti. Slika je običajno razstavljena v sobi z drugimi Boschevimi deli.